# Баллада об Орин
«Баллада об Орин», в ином русском переводе — «Одинокая слепая певица Орин» (яп. はなれ瞽女おりん: ханарэ годзэ орин; англ. Banished Orin / Ballad of Orin) — японский фильм-драма, поставленный режиссёром Масахиро Синода в 1977 году по роману Цутому Минаками. 1970-е — годы внезапного бума кинолент о слепых певцах и певицах, у истоков которого стоял писатель Синъити Сайто (фильмы на данную тему: «Гимн», 1972, реж. Канэто Синдо; «История Сюнкин», 1976, реж. Кацуми Нисикава; «Одинокое путешествие Тикудзана», 1977, реж. Канэто Синдо и др.). Синода в своём фильме рассказывает о любви слепой певицы Орин к скрывающемуся от властей дезертиру.

## Сюжет
Действие происходит в 1917 году. Кинолента построена как монолог слепой от рождения Орин, рассказывающей о своём обездоленном детстве, когда её, маленькую девочку бросила мать, а подобравшие её люди отдали в учение к слепым певицам, и о годах, когда, полюбив такого же изгоя — скрывающегося от властей дезертира, она скиталась, неприкаянная и унижаемая, вместе с возлюбленным по неприветливой земле.

## В ролях
- Сима Ивасита — Орин
- Ёсио Харада — Большой Человек / Хэйтаро
- Кирин Кики — Тама Итисэ
- Томоко Нараока — Тэруё
- Мансаку Фува — Косуги
- Риэ Ёкояма — Канэко
- Томоко Дзинбо — Цугико
- Такако Минэкава — Орин (в юном возрасте)
- Сэн Хара — старуха
- Каору Кобаяси — Торадзо Хакамада
- Тайдзи Тонояма — горный человек
- Дзюн Хамамура — Сайто
- Ёси Като — Исукэ
- Тоору Абэ — Хикосабуро Бэссё
- Тосиюки Нисида — Сукэтаро

## Премьеры
- — национальная премьера фильма состоялась 19 ноября 1977 года[1].
- — Впервые показан в США в октябре 1978 года в Нью-Йорке[1].
- — Премьера в Австралии 3 января 1980 года[1].

## Награды и номинации
... В фильме вновь возникает тема театра, на этот раз он представлен изгоями — слепыми певцами и музыкантами. Режиссёр показывает бесправие, бездомность, отчаянную жизнь этих людей, их суровый, но трезвый взгляд на действительность. «Для меня Орин — олицетворение народной традиции моей страны, почвы, на которой всегда рождалось истинное искусство», — отметил Синода...
Критика писала об «исключительном вкусе» и «проницательном изобразительном ритме», сам Синода с печалью констатировал, что в попытке дезертира спрятаться от войны сказалось его собственное желание уйти от действительности,  его страх перед политикой, понимаемый им как страх перед самой жизнью. Этому же стремлению отвечает и эстетическая изысканность фильма.
Азиатско-тихоокеанский кинофестиваль (1977)
- Премия лучшему режиссёру — Масахиро Синода (ex aequo — Кадзунари Такэда)

Премия Японской киноакадемии
- 1-я церемония вручения премии (1978)[5]

Выиграны:
- Премия лучшей актрисе 1977 года — Сима Ивасита
- Премия лучшему оператору 1977 года — Кадзуо Миягава

Номинации в категориях:
- за лучший фильм
- за лучшую режиссёрскую работу — Масахиро Синода
- за лучшее исполнение женской роли второго плана — Томоко Нараока
- за лучший сценарий — Кэйдзи Хасэбэ, Масахиро Синода
- за лучшую музыку к фильму — Тору Такэмицу

Кинопремия «Голубая лента»
- 20-я церемония награждения (за 1977 год)

- Премия лучшей актрисе 1977 года — Сима Ивасита

Hochi Film Awards (1977)
- Премия лучшей актрисе 1977 года — Сима Ивасита

Премия журнала «Кинэма Дзюмпо» (1978)
Выиграны:
- Премия лучшей актрисе 1977 года — Сима Ивасита

Номинации:
- за лучший фильм 1977 года, однако по результатам голосования кинолента заняла 3 место

Кинопремия «Майнити»
- 32-я церемония вручения премии (1978)[4][7]

Выиграны:
- Премия лучшей актрисе 1977 года — Сима Ивасита
- Премия лучшему оператору 1977 года — Кадзуо Миягава

Номинации в категориях:
- за лучший фильм